# Dirtbusters
Dirtbusters er en dansk dokumentarfilm fra 2013 instrueret af Rene Odgaard.

## Handling
Dirtbusters er et broderskab af vilde fyre fra Fyn, der ophøjer rengøring til noget, man er stolt af at udføre. Men bag Dirtbusters ligger også en filosofi om, at det er sundt at gøre det modsatte af, hvad samfundet forventer.